# رولز-رویس ای‌ئی ۳۰۰۷
رولز-رویس ای‌ئی ۳۰۰۷ (به انگلیسی: Rolls-Royce AE 3007) یک موتور هواگرد ساختِ کارخانهٔ رولز-رویس نورث آمریکا و الیسن انجین در کشور ایالات متحده آمریکا است.